# Championnats d'Inde de cyclisme sur route
Les championnats d'Inde de cyclisme sur route sont les championnats nationaux de cyclisme sur route organisés par la Fédération cycliste d'Inde.

## Hommes

### Podiums de la course en ligne
| Année    | Vainqueur           | Deuxième             | Troisième            |
| -------- | ------------------- | -------------------- | -------------------- |
| 2006     | Rakesh Kumar Jakhar | Rajender Bishnoi     | Sabu Ganijer         |
| 2008     | Sabu Ganiger        | Rajender Bishnoi     | Sangappa Kurani      |
| 2011     | Rajender Bishnoi    | Amandeep Singh       | Rajesh Chandrashekar |
| 2012     | Arvind Panwar       | Sachin Kumar         | Chareen Charmana     |
| 2013     | Shreedhar Savanur   | Lokesh Narasimhachar | Omkar Jadhav         |
| 2014     | Shreedhar Savanur   |                      | Lokesh Narasimhachar |
| 2015     | Shreedhar Savanur   |                      |                      |
| 2016     | Manjeet Singh       | Atul Kumar           | Arvind Panwar        |
| 2017     | Naveen John         | Mugesh Baskar        | Manohar Lal          |
| 2018     | Manjeet Singh       | Shreedhar Savanur    | Krishna Nayakodi     |
| 2019     | Punay Pratap Singh  | Krishna Nayakodi     | Dinesh Kumar         |
| 2020     | Pas organisé        | Pas organisé         | Pas organisé         |
| 2021 (1) | Satbir Singh        | Vijay Boora          | Arvind Panwar        |
| 2022     | Pas organisé        | Pas organisé         | Pas organisé         |
| 2023     | Pratik Patil        | Krishna Nayakodi     | Sarpreet Singh       |
| 2024 (1) | Manjeet Kumar       | Surya Thathu         | Sahil Kumar          |
| 2024 (2) | Bhagirath Bhagirath | Sudarshan Devardekar | Birma Ram            |

### Podiums du contre-la-montre
| Année    | Vainqueur         | Deuxième              | Troisième             |
| -------- | ----------------- | --------------------- | --------------------- |
| 2006     | Bikram Singh (en) | Rajender Bishnoi      | Devendra Singh        |
| 2008     | Harpreet Singh    | Abhisesh Pratap Singh | Bikram Singh (en)     |
| 2011     | Sombir Singh      | Harpreet Singh        | Arvind Panwar         |
| 2013     | Arvind Panwar     | Pankaj Kumar          | Amresh Singh          |
| 2014     | Naveen John       |                       |                       |
| 2016     | Arvind Panwar     | Manohar Lal Bishnoi   | Karende Ravindra      |
| 2017     | Naveen John       | Arvind Panwar         | Manjeet Singh         |
| 2018     | Arvind Panwar     | Naveen John           | Atul Kumar Singh      |
| 2019     | Naveen John       | Arvind Panwar         | Manjeet Singh         |
| 2020     | Pas organisé      | Pas organisé          | Pas organisé          |
| 2021 (1) | Naveen John       | Manjeet Singh         | Harshveer Sekhon      |
| 2021 (2) | Naveen John       | Dinesh Kumar          | Arvind Panwar         |
| 2022     | Pas organisé      | Pas organisé          | Pas organisé          |
| 2023     | Naveen John       | Vishavjeet Singh      | Dinesh Kumar          |
| 2024 (1) | Naveen John       | Dinesh Kumar          | Joel Santosh Sundaram |
| 2024 (2) | Harshveer Sekhon  | Vishavjeet Singh      | Dinesh Kumar          |

### Podiums du critérium
| Année    | Vainqueur        | Deuxième      | Troisième         |
| -------- | ---------------- | ------------- | ----------------- |
| 2019     | Krishna Nayakodi | Satbir Singh  | Shreedhar Savanur |
| 2024 (2) | Sahil Kumar      | Manjeet Singh | Krishna Nayakodi  |

### Podiums du contre-la-montre par équipes
| Année | Vainqueur                                                        | Deuxième                                              | Troisième                                                 |
| ----- | ---------------------------------------------------------------- | ----------------------------------------------------- | --------------------------------------------------------- |
| 2021  | Harshveer Sekhon Simranjeet Singh Mandeep Singh Vishavjeet Singh | Arvind Panwar Anil Manglaw Dinesh Kumar Manjeet Kumar | Naveen John Naveen Raj Vishwanath Gadad Yalagurappa Gaddi |

## Femmes

### Podiums de la course en ligne
| Année | Vainqueur          | Deuxième              | Troisième        |
| ----- | ------------------ | --------------------- | ---------------- |
| 2016  | Lidiyamol M. Sunny | Krishnandu T. Krishna | Renuka Dandin    |
| 2019  | Swasti Singh       | Sonali Chanu          | Vaishnavi        |
| 2024  | Swasti Singh       | Soumya Antapur        | Ranjita Ghorpade |

### Podiums du contre-la-montre
| Année | Vainqueur            | Deuxième                   | Troisième      |
| ----- | -------------------- | -------------------------- | -------------- |
| 2016  | Rutuja Satpute       | Tourangbam Bidyaluxmi Devi | Geethuraj N.   |
| 2019  | Chaoba Devi Elangbam | Megha Gugad                | Madhura Waykar |
| 2024  | Monika Jat           | Pranita Soman              | Kavita Siyag   |

### Podiums du critérium
| Année    | Vainqueur    | Deuxième     | Troisième       |
| -------- | ------------ | ------------ | --------------- |
| 2024 (2) | Swasti Singh | Gupta Muskan | Chayanika Gogoi |

### Podiums du contre-la-montre par équipes
| Année    | Vainqueur                                                       | Deuxième                                                      | Troisième                                                             |
| -------- | --------------------------------------------------------------- | ------------------------------------------------------------- | --------------------------------------------------------------------- |
| 2021 (1) | Manorama Devi Irom Matoulebi Devi Megha Gugad Vaishnavi Gabhane | Pranita Soman Madhura Waykar Anjali Ranawade Priyanka Karande | Savitri Hebbalatti Soumya Antapur Kaveri Muranal Danamma Chichakhandi |

## Espoirs Hommes

### Podiums de la course en ligne
| Année    | Vainqueur     | Deuxième          | Troisième         |
| -------- | ------------- | ----------------- | ----------------- |
| 2018     | Aman Punjani  | Malik Riyan Aktar | Nagappa Maradi    |
| 2019     | Sachin Sharma | Vishal            | G. T. Gagan Reddy |
| 2024 (1) | Uday Guled    | Pranav Kamble     | Ritesh Kaushik    |
| 2024 (2) | Arshad Faridi | Uday Guled        | Ashirwad Saxena   |

### Podiums du contre-la-montre
| Année    | Vainqueur       | Deuxième         | Troisième           |
| -------- | --------------- | ---------------- | ------------------- |
| 2013     | Rajnesh         | Manender Singh   | Bhimappa Vijaynagar |
| 2016     | Ganesh Pawar    | B. Mugesh        | Dinesh Kumar        |
| 2017     | Rajbeer Singh   | Aman Punjani     | Punay Pratap Singh  |
| 2018     | Aman Punjani    | Raju Bati        | Rameshwar Lal       |
| 2019     | Riyazuddin Alam | G.T. Gagan Reddy | Manjeet             |
| 2021 (1) | Birma Ram       | Sahil            | Parth               |
| 2023     | Gaurang Gaur    | Mukesh Kaswan    | Chinmay Kewalramani |
| 2024 (1) | Manav Sarada    | Dushyant Beniwal | Sahil Sahil         |
| 2024 (2) | Akshar Tyagi    | Gaurang Gaur     | Jai Dogra           |

## Juniors Hommes

### Podiums de la course en ligne
| Année    | Vainqueur            | Deuxième             | Troisième            |
| -------- | -------------------- | -------------------- | -------------------- |
| 2008     | Rajesh Chandrashekar | Rahul Borede         | Arvind Panwar        |
| 2011     | Shreedhar Savanur    | Shrishail Layannavar | Sachin Kuriyar       |
| 2013     | Mahendra Bishnoi     | Dilawar Dilawar      | Kishor Jadhav        |
| 2016     | Prashant Devakki     | Yallappa Shirabur    | Santosh Vibhutihalli |
| 2017     | Bilal Ahmad          | Vipin Saini          | Anil Manglaw         |
| 2018     | Rajesh Kumar         | Sandeep Bishnoi      | Naman Kapil          |
| 2019     | Manish Kumar         | Omkar Angre          | Arshad Faridi        |
| 2021 (1) | Vishavjeet Singh     | Mula Ram             | Aayush Jhakar        |
| 2024 (2) | Shaurya Sheoran      | Ayush Negi           | Kishore N.           |

### Podiums du contre-la-montre
| Année    | Vainqueur         | Deuxième             | Troisième        |
| -------- | ----------------- | -------------------- | ---------------- |
| 2008     | L. Manitora Singh | Narapinder Singh     | Arvind Panwar    |
| 2011     | Manender Singh    | Abhinandan Bhosale   | Suresh Bishnoi   |
| 2013     | Dilawar Dilawar   | Manohar Lal          | Rakesh Delu      |
| 2018     | Manish Kumar      | Venkappa Kengalgutti | Vishwanath Gadad |
| 2019     | Manish Kumar      | Manish Kumar         | Vishavjeet Singh |
| 2021 (1) | Mukesh Kaswan     | A. Annamalai         | Mula Ram         |
| 2024 (2) | Kailash Jakhar    | Shaurya Sheoran      | Radhakishan Huda |

### Podiums du contre-la-montre par équipes
| Année    | Vainqueur                                                 | Deuxième                                                               | Troisième                                                       |
| -------- | --------------------------------------------------------- | ---------------------------------------------------------------------- | --------------------------------------------------------------- |
| 2021 (1) | Manoj Jaat Mukesh Kaswan Aayush Jhakar Parma Ram          | Jitender Ahlawat Parmveer Singh Arab Singh Karan Singh                 | Aayush Khurana Sarosh Mundroina Siddhesh Patil Synclair D'Souza |
| 2024     | Shaurya Sheoran Himanshu Bishnoi Ashok Rav Rakesh Bhambhu | Sujal Jadhav Shrinivas Rajput Mallikarjun Shirol Dhananjay Tippannavar | Nittin S. Aali Abdullah Kishore N. Sanjith R. K.                |

## Juniors Femmes

### Podiums de la course en ligne
| Année    | Vainqueur       | Deuxième          | Troisième       |
| -------- | --------------- | ----------------- | --------------- |
| 2019     | Chayanika Gogoi | Gangutri Bordoloi | Swasti Singh    |
| 2021 (1) | Leakzes Angmo   | Meenakshi         | Chayanika Gogoi |
| 2024 (2) | Bhumika Bhumika | Somya Siyag       | Keerti Nayak    |

### Podiums du contre-la-montre
| Année    | Vainqueur       | Deuxième      | Troisième |
| -------- | --------------- | ------------- | --------- |
| 2019     | Soumya Antapur  | Pooja Danole  | Meenakshi |
| 2021 (1) | Anjali Ranawade | Chaitra Borji | Meenakshi |
| 2024 (2) | Harshita Jakhar | Jui Narkar    | Manju     |

### Podiums du contre-la-montre par équipes
| Année    | Vainqueur                                     | Deuxième                                                                  | Troisième                                              |
| -------- | --------------------------------------------- | ------------------------------------------------------------------------- | ------------------------------------------------------ |
| 2021 (1) | Kavitha Meenakshi Himanshi Singh Vrinda Yadav | Chaitra Borji Keerthi Rangaswamy Bhagyashri Mathapati Nivedita Kokkanavar | Anjali Ranawade Manvhi Patil Tanvi Tarare Pooja Danole |